# Zdravko Tolimir
Zdravko Tolimir, né le 27 novembre 1948 à Glamoč et mort le 8 février 2016 à La Haye, est un général serbe, proche de Ratko Mladić et inculpé de crimes de guerre et de génocide pour le massacre de Srebrenica.

## Guerre de Bosnie

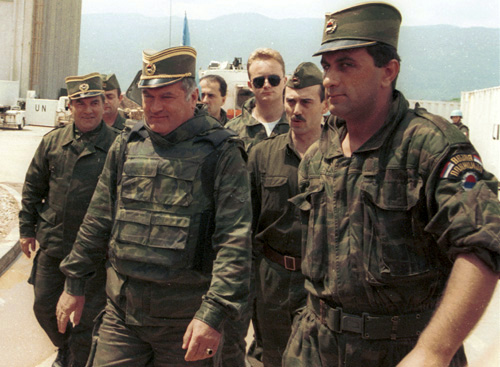
Zdravko Tolimir (à droite) au côté du général Ratko Mladić (au centre) à l'aéroport de Sarajevo pour des pourparlers avec l'ONU (1993).

Zdravko Tolimir occupe, pendant la guerre de Bosnie de 1992 à 1995, les fonctions d'adjoint des services de renseignement de l'état-major de l'armée serbe de Bosnie. Il est mis à la retraite en 1996. 
Près de 8 000 musulmans sont exécutés par les forces serbes de Bosnie-Herzégovine après la prise de l'enclave de Srebrenica le 11 juillet 1995. Le massacre de Srebrenica est le pire massacre commis en Europe depuis la fin de la Seconde guerre mondiale. Le TPI a qualifié cette tuerie de génocide le 19 avril 2004.

## Justice internationale

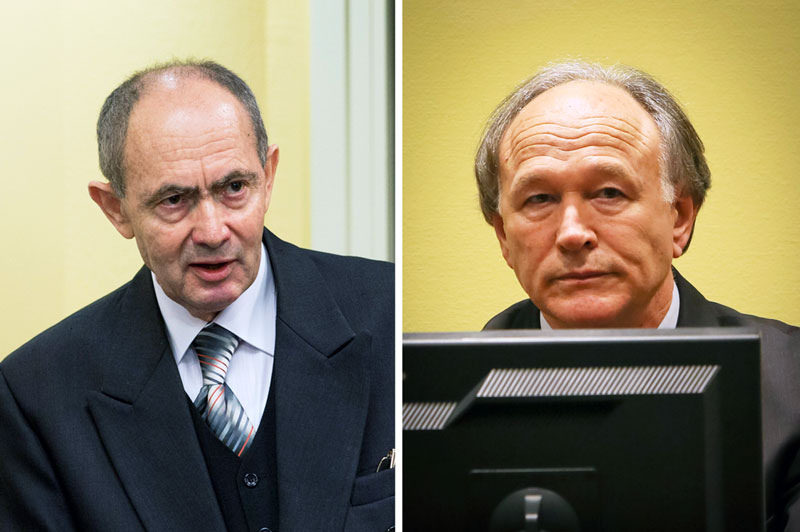
Zdravko Tolimir (à gauche) et Vlastimir Đorđević au tribunal international de La Haye le 5 septembre 2014.

Il est inculpé en 2005 pour crimes de guerre et de génocide pour son rôle dans le Massacre de Srebrenica, pour « le meurtre, l'expulsion et les traitements cruels » commis contre les populations musulmanes de Bosnie-Herzégovine des enclaves de Srebrenica et de Žepa. 
Zdravko Tolimir est arrêté le 30 mai 2007 à la frontière entre la Serbie et la Republika Srpska, l'entité serbe de Bosnie. Il est transféré à la prison de La Haye, siège du tribunal pénal international (TPI).
Le 21 août 2012, le TPIY requiert la réclusion à perpétuité à son encontre,. Le 12 décembre, il est condamné à la prison à vie. Il est jugé coupable de génocide, crimes contre l'humanité et violation des lois et coutumes de la guerre.
La chambre d'appel du TPIY a confirmé la condamnation de Tolimir à la prison à perpétuité le 8 avril 2015.